# La musica che gira intorno/I ragazzi cattivi
La musica che gira intorno è un brano musicale scritto ed interpretato dal cantautore italiano Ivano Fossati, pubblicato nel 1983 come singolo tratto dall'album Le città di frontiera.
Con questa canzone l'artista genovese partecipa a diverse manifestazioni musicali tra cui Festivalbar e Un disco per l'estate.
Nel 1994 la cantante Mia Martini ne fa una cover e la inserisce nell'album La musica che mi gira intorno, l'ultimo prima della sua scomparsa.
Il 23 gennaio 2012 Fossati, durante lo speciale di Che tempo che fa interamente dedicato a lui, la esegue in trio con Zucchero e Fiorella Mannoia.
Nello stesso anno il gruppo dei New Trolls la interpreta nell'album tributo dedicato all'autore, intitolato Pensiero stupendo - Le canzoni di Ivano Fossati interpretate dai più grandi artisti italiani.
Il singolo contiene sul lato B il brano I ragazzi cattivi.
Nel 2021 è stato reinterpretato in chiave swing da Paolo Belli nell’album che prende il titolo dal brano La musica che ci gira intorno.